# Wietrzno (Poméranie-Occidentale)
Pour l’article homonyme, voir Wietrzno (Basses-Carpates).
Wietrzno est une localité polonaise de la gmina mixte de Polanów, située dans le powiat de Koszalin en voïvodie de Poméranie-Occidentale. Elle se situe à environ 35 km à l'est de la ville de Koszalin et 159 km à l'est de la capitale régionale Szczecin.

## Géographie

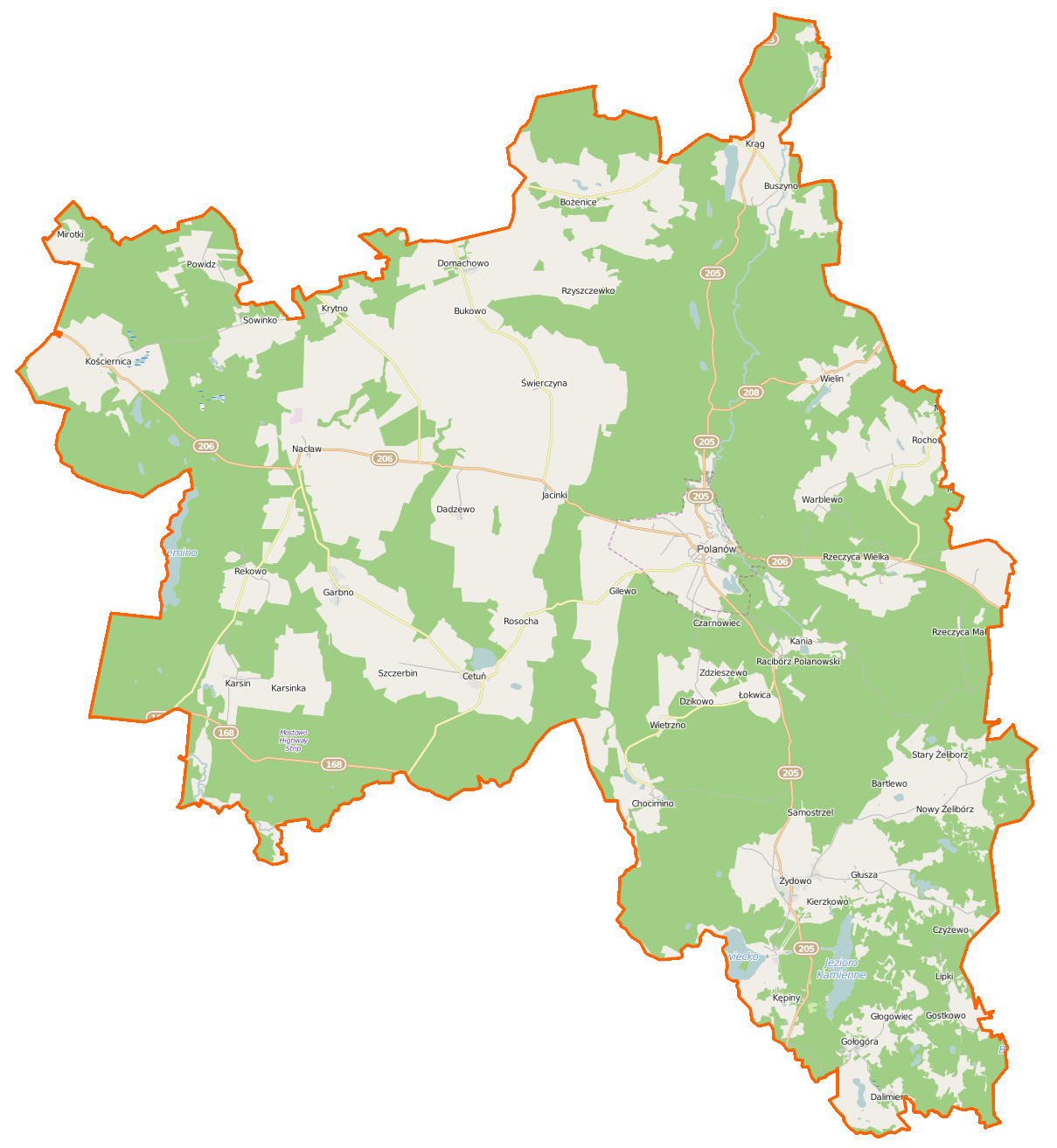
Carte de la gmina de Polanów.